# Michałów (powiat skarżyski)
Michałów (dawn. Michałów Mały) – wieś w Polsce, położona w województwie świętokrzyskim, w powiecie skarżyskim, w gminie Skarżysko Kościelne. Do 2001 roku w gminie Wąchock i powiecie starachowickim.
W latach 1975–1998 miejscowość należała administracyjnie do województwa kieleckiego.
Wierni Kościoła rzymskokatolickiego należą do parafii Chrystusa Światłości Świata w Majkowie z wyjątkiem osady która należy do parafii Niepokalanego Poczęcia Najświętszej Maryi Panny w Skarżysku-Kamiennej.

## Części wsi

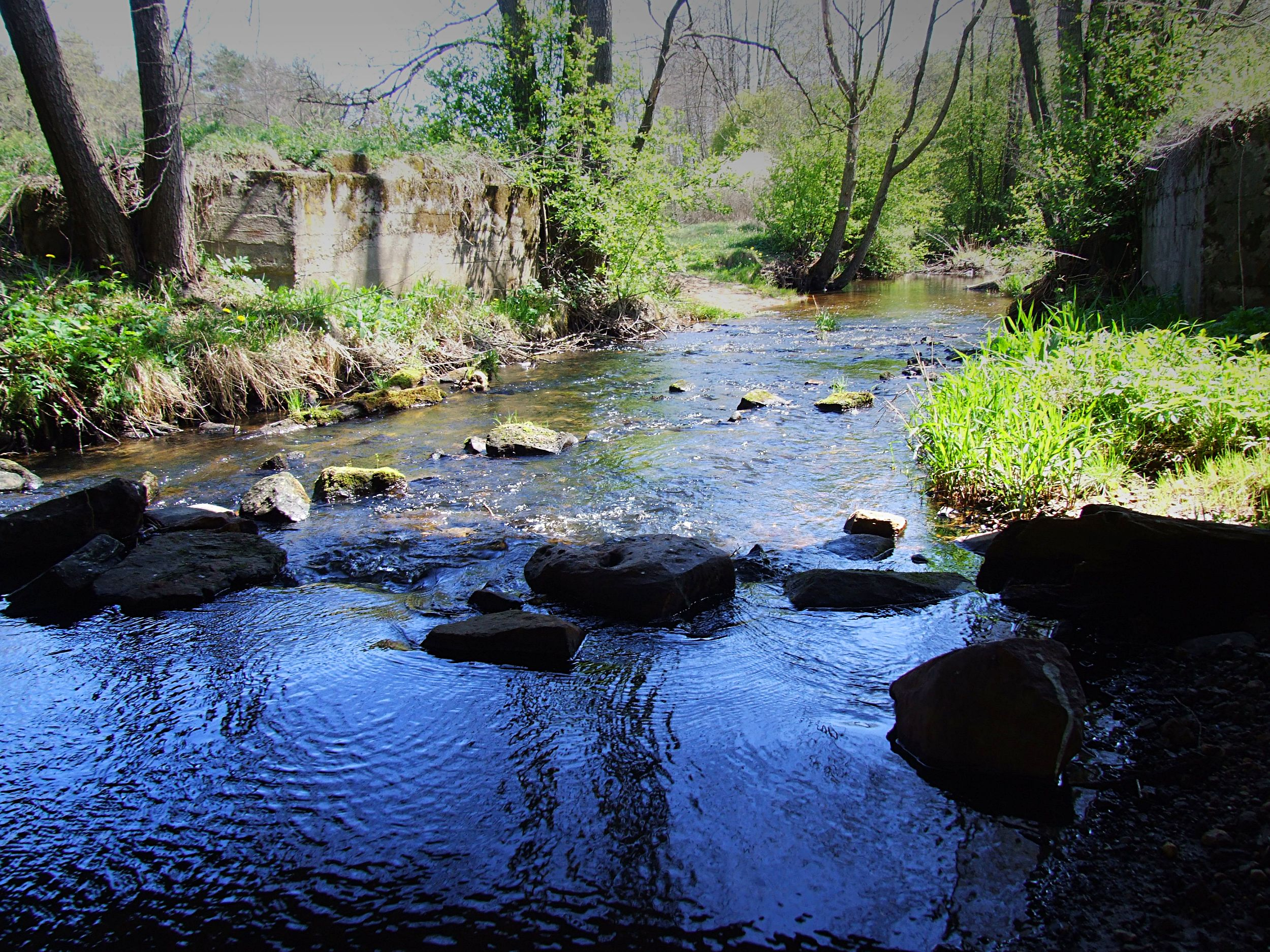
Michałów – struga Żarnówka

| SIMC    | Nazwa      | Rodzaj     |
| ------- | ---------- | ---------- |
| 0276720 | Piaska     | osada      |
| 0276736 | Rudka      | przysiółek |
| 0276742 | Szczepanów | osada      |

## Szlaki turystyczne
Przez wieś przechodzi  czerwony szlak turystyczny ze Skarżyska-Kamiennej do Kałkowa.